# 1161
Évszázadok: 11. század – 12. század – 13. század
Évtizedek: 1110-es évek – 1120-as évek – 1130-as évek – 1140-es évek – 1150-es évek – 1160-as évek – 1170-es évek – 1180-as évek – 1190-es évek – 1200-as évek – 1210-es évek
Évek: 1156 – 1157 – 1158 – 1159 –  1160 – 1161 – 1162 – 1163 – 1164 – 1165 – 1166

## Események
- Angliában törvényesítik az állam felügyelte bordélyokat. (Ez a gyakorlat csak 1545-ben ért véget.)[1]

## Születések
- IV. Balduin jeruzsálemi király († 1185)
- szeptember 23. – Takakura japán császár
- Constance, breton hercegnő († 1201)
- Kadłubek Boldog Vince, lengyel püspök († 1223)
- III. Ince pápa († 1216)

## Halálozások
- március 31. – II. Géza magyar király
- április 18. – Theobald of Bec, Canterbury érseke
- június 14. – Qinzong kínai császár (* 1084)
- szeptember 11. – Melisenda jeruzsálemi királynő (* 1105)